# Варвароси
Варвароси — упразднённая деревня на территории Гостилицкого сельского поселения Ломоносовского района Ленинградской области.

## История
ВАРВАРОВСКАЯ — деревня принадлежит полковнику Потёмкину, число жителей по ревизии: 51 м. п., 55 ж. п. (1838 год)

ВАРВАРОВСКАЯ — деревня титулярного советника Потёмкина, по просёлочной дороге, число дворов — 18, число душ — 54 м. п. (1856 год)

ВАРВАРОВСКАЯ — деревня владельческая, при прудах, 15 дворов, жителей 35 м. п., 38 ж. п. (1862 год)

- Деревня Варваровская и село Гостилицы на карте 1885 года.

В 1885 году, согласно «Карте окрестностей Петербурга», деревня Варваровская насчитывала 16 дворов.
В конце XIX века деревня административно относилась к Гостилицкой волости 2-го стана Петергофского уезда Санкт-Петербургской губернии, в начале XX века — 3-го стана.
С 1917 по 1923 год деревня Варвароси входила в состав Варваровского сельсовета Гостилицкой волости Петергофского уезда.
С 1923 года в составе Троцкого уезда.
Согласно данным переписи населения СССР 1926 года в деревне Варваросье Гостилицкого сельсовета проживали 90 человек — все русские.
С 1927 года в составе Ораниенбаумского района.
В 1928 году население деревни Варвароси составляло 120 человек.
- Деревня Варваринская на карте 1940 года

Согласно топографической карте РККА 1940 года деревня называлась Варваринская и насчитывала 26 дворов.
В годы Великой Отечественной войны (с сентября 1941 по январь 1944 года) входила в зону немецкой оккупации. Ожесточённые бои за деревню вела 2-я дивизия народного ополчения. Однако деревня была взята войсками вермахта и превращена в укрепрайон.
Освобождена в результате ожесточённого боя 14—16 января 1944 года силами лыжного батальона майора Алтухова 90-й дивизии (в рамках операции Нева-2). Весь немецкий гарнизон был уничтожен.
С 1963 года деревня Варвароси в составе Гостилицкого сельсовета Гатчинского района.
С 1965 года — в составе Ломоносовского района. В 1965 году население деревни Варвароси составляло 5 человек.
По данным 1966 и 1973 годов деревня Варвароси входила в состав Гостилицкого сельсовета.
Согласно административным данным 1990 года деревня Варвароси в составе Ленинградской области не значилась.

## География
Находилась в центральной части района в 46 км к юго-западу от Санкт-Петербурга на месте современной автодороги А120 (Санкт-Петербургское южное полукольцо).
Расстояние до административного центра поселения — 7 км. Расстояние до ближайшей железнодорожной станции Ораниенбаум I — 27 км.